# Libre (Álvaro Soler)
Libre è un singolo del cantante spagnolo Álvaro Soler, pubblicato nel 2016 come secondo estratto dalla riedizione del primo album in studio Eterno agosto.

## La canzone

### Versione spagnola
La versione originaria pubblicata per il mercato internazionale ha visto la partecipazione della cantante messicana Paty Cantú.

### Versione italiana
La versione pubblicata per il mercato italiano è caratterizzata dalla partecipazione vocale della cantante italiana Emma ed era stata presentata per la prima volta dal vivo in occasione dei Wind Music Awards 2016. Il videoclip è stato pubblicato sul canale YouTube del cantante il 12 settembre 2016.

### Versione polacca
La versione polacca vanta la collaborazione della cantante Monika Lewczuk. Il videoclip è stato pubblicato sul canale YouTube del cantante il 2 dicembre 2016.

## Tracce
Download digitale (Polonia)
1. Libre (feat. Monika Lewczuk) – 3:51

## Formazione
- Álvaro Soler – voce, omnichord, cori
- Ali Zucowski – fisarmonica, cori, basso, chitarra acustica
- David Zulca – programmazione, tastiera
- Simon Triebel – percussioni, fischio, xilofono, cori
- Jonathan Zulca – programmazione, tastiera

## Classifiche
| Classifica (2016) | Posizione massima |
| ----------------- | ----------------- |
| Italia            | 26                |